# X Games de Invierno Noruega 2018
La III edición de los X Games de Invierno Noruega se celebró en Bærum (Noruega) el 19 de mayo de 2018 bajo la organización de la empresa de televisión ESPN.
Se disputaron pruebas de esquí acrobático y snowboard.

## Medallistas de esquí acrobático
| Evento            | Oro                            | Plata                   | Bronce                               |
| ----------------- | ------------------------------ | ----------------------- | ------------------------------------ |
| Big air femenino  | Jennie-Lee Burmansson · Suecia | Giulia Tanno · Suiza    | Tiril Sjåstad Christiansen · Noruega |
| Big air masculino | Birk Ruud · Noruega            | Henrik Harlaut · Suecia | Øystein Bråten · Noruega             |

## Medallistas de snowboard
| Evento            | Oro                 | Plata                       | Bronce                       |
| ----------------- | ------------------- | --------------------------- | ---------------------------- |
| Big air femenino  | Kokomo Murase Japón | Julia Marino Estados Unidos | Enni Rukajärvi · Finlandia   |
| Big air masculino | Takeru Otsuka Japón | Marcus Kleveland · Noruega  | Chris Corning Estados Unidos |